# Sergiusz Kościałkowski
Sergiusz Kościałkowski ps. „Fakir”, „Lech”, „Antoni”, „Kapitan Grób” (ur. 5 sierpnia 1915 w Orle, zm. 4 lutego 1945) – polski żołnierz konspiracji niepodległościowej w okresie II wojny światowej. 

## Życiorys
Był synem Olgierda Kościałkowskiego i Margarity z domu Pouillet. Jego ojciec wywodził się ze zubożałej szlachty z terenów Auksztoty, zaś matka z Fontenoy-le-Château w Lotaryngii i do Wilna przybyła w charakterze nauczycielki języka francuskiego. Miał dwóch braci Mariana (ur. 1914) i Przemysława (ur. 1923). 
W 1936 ukończył Gimnazjum im. Adama Mickiewicza w Wilnie i następnie odbył zasadniczą służbę wojskową najpierw w Centrum Wyszkolenia Kawalerii w Grudziądzu, a następnie w 23. Pułku Ułanów Grodzieńskich w Postawach, którą zakończył we wrześniu 1937 w stopniu podchorążego rezerwy. Krótko studiował w Szkole Głównej Handlowej, a następnie w Wyższej Szkole Dziennikarskiej w Warszawie, ale ostatecznie studia porzucił. Krótko przed wybuchem wojny angażował się także w działalność polityczną, sympatyzując z Narodową Partią Społeczną i Związkiem Młodej Polski. 
Był uczestnikiem polskiej wojny obronnej we wrześniu 1939 roku. W listopadzie 1939 powrócił do Wilna, ale już w styczniu 1940 został aresztowany przez sowietów i osadzony w więzieniu z którego zbiegł po agresji III Rzeszy na ZSRR w czerwcu 1941 i wkroczeniu Niemców do Słucka. Od połowy 1942 był członkiem komórki likwidacyjnej Kedywu Okręgu Wileńskiego AK, którą od 1943 kierował Sergiusz Piasecki. Kościałkowski wykonał między innymi wyrok Wojskowego Sądu Specjalnego na redaktorze naczelnym gadzinówki Goniec Codzienny – Czesławie Ancerewiczu, którego zastrzelił 16 marca 1943 w kościele św. Katarzyny w Wilnie (w akcji uczestniczył także Witold Milwid). W tym samym roku zastrzelił również współpracowniczkę gestapo Danutę Wyleżyńską.
Później był żołnierzem 5 Wileńskiej Brygady AK mjr. Zygmunta Szendzielarza ps. „Łupaszka” i 1 Wileńskiej Brygady AK dowodzonej przez por. Czesława Grombczewskiego ps. „Jurand” w ramach której uczestniczył w operacji Ostra Brama. Po wkroczeniu Armii Czerwonej na Wileńszczyznę, Kościałkowski kontynuował działalność konspiracyjną jako dowódca oddziału partyzanckiego w ramach Samoobrony Czynnej Ziemi Wileńskiej. Zginął w wyniku odniesionych ran po potyczce z oddziałem NKWD pod wsią Raubiszki w dniu 4 lutego 1945. Został pochowany na cmentarzu Na Rossie w Wilnie.

## Rodzina
W trakcie okupacji niemieckiej poślubił Weronikę Wojsiat z którą miał syna Andrzeja urodzonego 28 grudnia 1942. 
Jego krewnym był także międzywojenny minister i premier Marian Zyndram-Kościałkowski.

## Upamiętnienie
Sergiusz Kościałkowski jest jednym z bohaterów powieści Sergiusza Piaseckiego pt. Dla honoru Organizacji w której występuje pod pseudonimem „Mag”.
Dr hab. Tomasz Balbus poświęcił Sergiuszowi Kościałkowskiemu trzytomową monografię wydaną nakładem Instytutu Pamięci Narodowej.
Z inicjatywy wrocławskiego oddziału IPN w 2022 powstał film „Fakir” — W imieniu Rzeczypospolitej. W postać Sergiusza Kościałkowskiego wcielił się Tomasz Bożerocki. 